# Dipseudopsis collaris
Dipseudopsis collaris là một loài Trichoptera trong họ Dipseudopsidae. Loài này có ở miền Cổ bắc và miền Ấn Độ - Mã Lai.